# Aixirivall
Aixirvall è un villaggio di Andorra, nella parrocchia di Sant Julià de Lòria, con 1.041 abitanti (dato del 2023)